# Instrucción militar

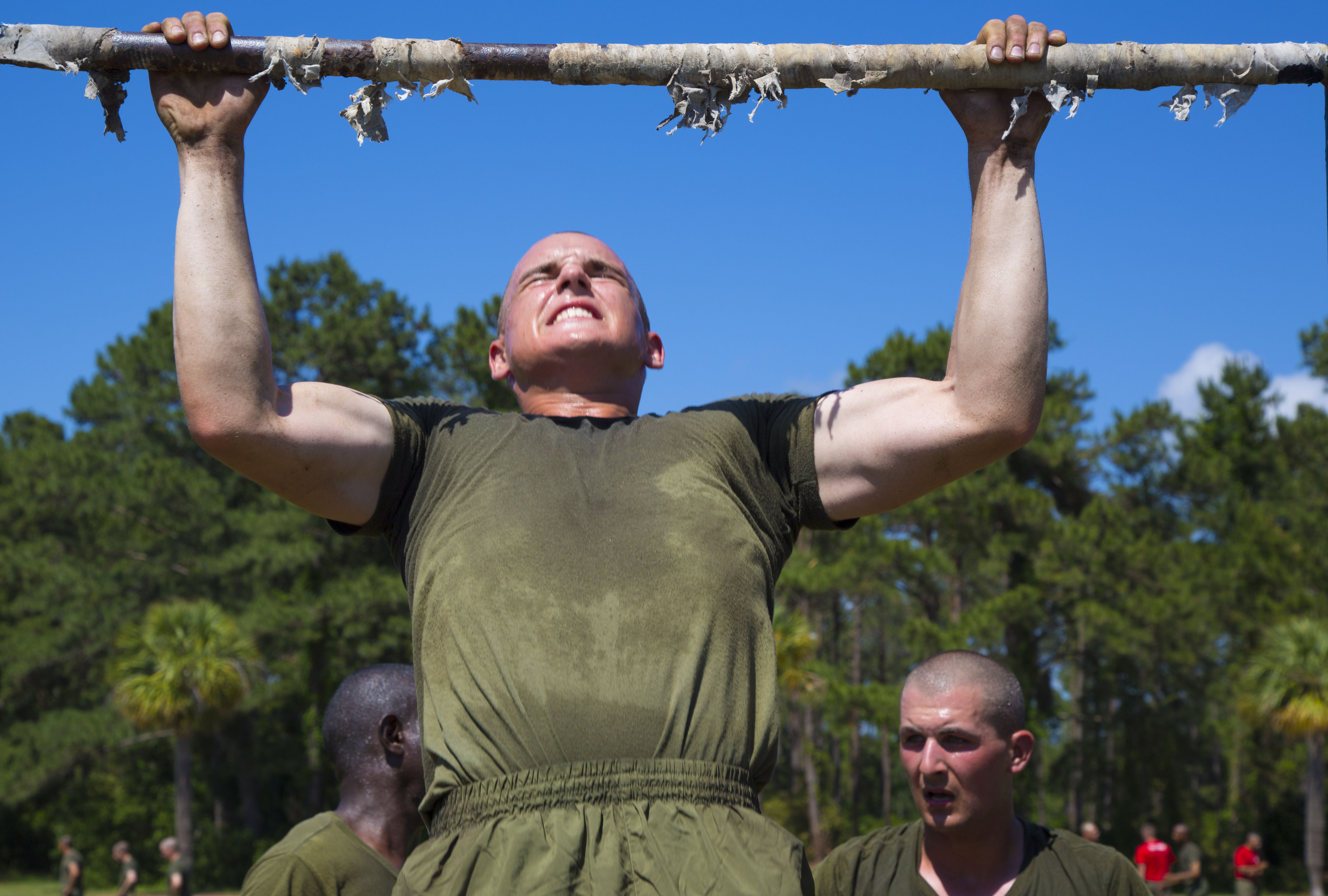
Un recluta del Cuerpo de Marines de los Estados Unidos (USMC) realizando un ejercicio de educación física.

Se denomina instrucción militar y en los países anglosajones entrenamiento básico, a la formación inicial del personal militar nuevo en servicio. Ésta es un proceso físico y psicológicamente intenso, el cual resocializa a los reclutas para las demandas del empleo.

## Características
La instrucción militar es un programa residencial intensivo que suele durar varias semanas o meses, cuyo objetivo es inducir al personal militar recién reclutado en las normas sociales y las tareas esenciales de las fuerzas armadas. Las características comunes incluyen ejercicios de pie (marchas), inspecciones, entrenamiento físico, entrenamiento con armas y un desfile de graduación.
El proceso de formación resocializa a los reclutas a las exigencias que les impone la vida militar. Las técnicas de acondicionamiento psicológico se utilizan para moldear actitudes y comportamientos, de modo que los reclutas obedezcan todas las órdenes, se enfrenten a un peligro mortal y maten a sus adversarios en batalla. Según un experto en métodos de entrenamiento militar de los Estados Unidos, Dave Grossman, el entrenamiento de reclutas hace un uso extensivo de cuatro tipos de técnicas de condicionamiento: brutalización, condicionamiento clásico, modelo a seguir y condicionamiento operante.
Los reclutas deben sumergir parcialmente su individualidad por el bien de su unidad militar, lo que mejora la obediencia a las órdenes de realizar acciones normalmente ausentes de la vida civil, incluido el asesinato y la exposición prolongada al peligro.
La resocialización de la formación de reclutas opera de varias formas, como sigue:

### Confinamiento y supresión

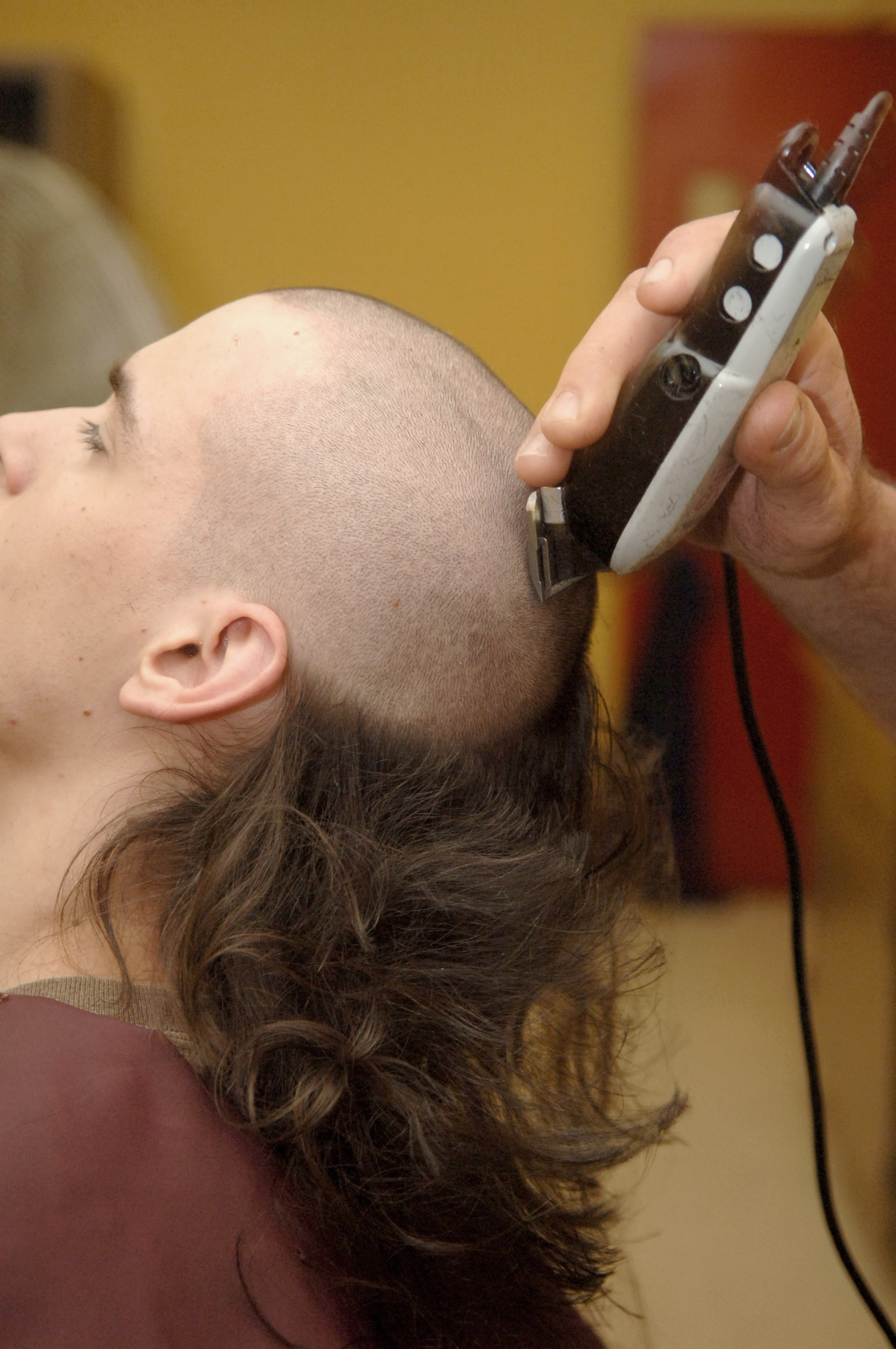
Un recluta del Cuerpo de Marines de los Estados Unidos, es afeitado antes de iniciar la instrucción.

Una vez que ha comenzado su formación, se niega o se restringe estrictamente el derecho de los reclutas a abandonar el estado militar (o abandonar las fuerzas armadas). Al afeitarse la cabeza, otorgar uniformes, negar la privacidad y prohibir el uso de nombres de pila, se suprime la individualidad.

### Control y conformidad
La rutina diaria de los reclutas está muy controlada, a la manera de la institución total descrita por el sociólogo canadiense Erving Goffman. Por ejemplo, el régimen de entrenamiento determina cómo los reclutas deben hacer sus camas, lustrar las botas y apilar su ropa; los errores son duramente castigados.

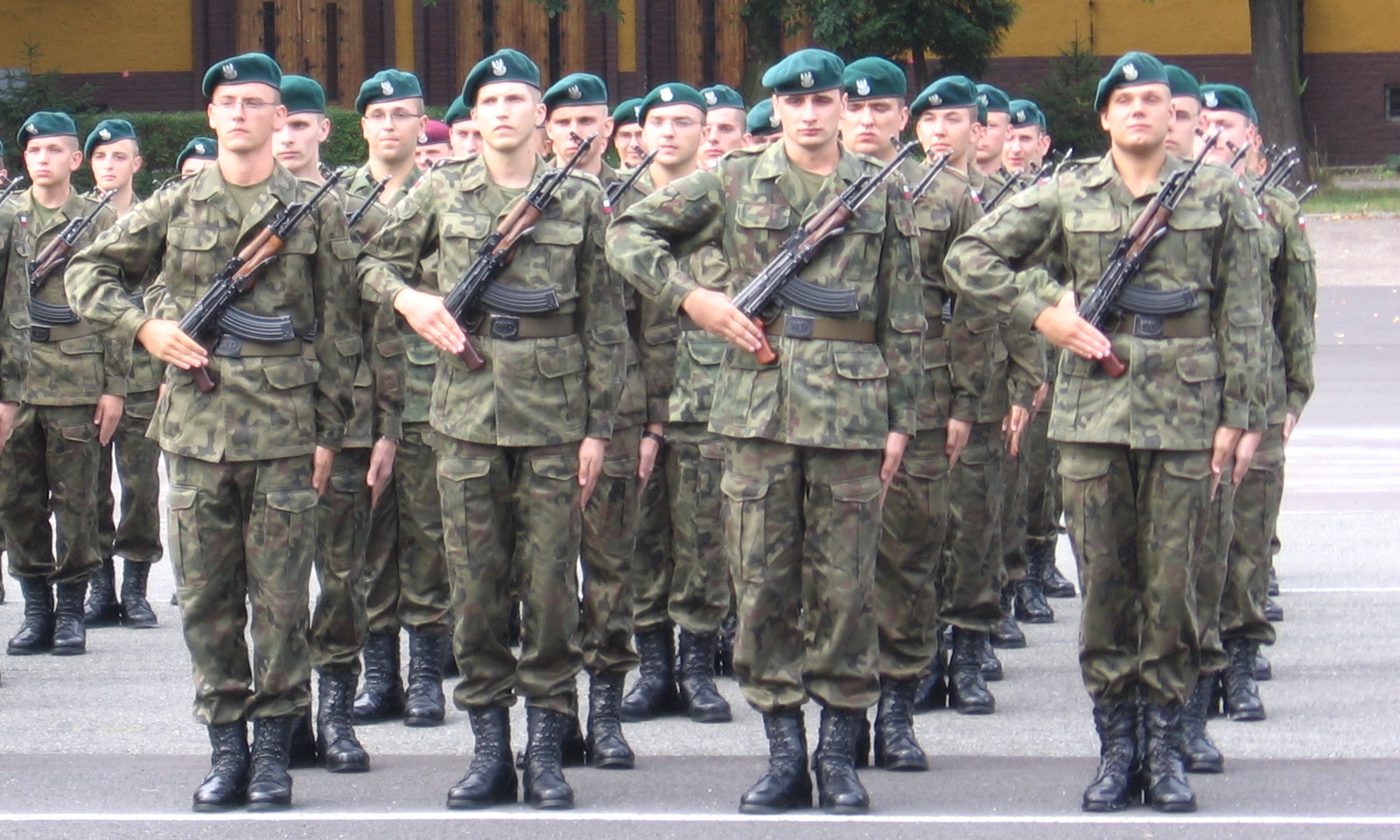
Reclutas del ejército polaco haciendo orden cerrado.

A lo largo de su formación los reclutas están condicionados a cumplir las normas militares y trabajar en equipo. En particular, se los instruye repetidamente para que se pongan de pie, marchen y respondan a las órdenes en un ritual conocido como orden cerrado, que se deriva de las prácticas militares del siglo XVIII y entrena a los reclutas para que obedezcan las órdenes sin dudar ni cuestionar. De acuerdo con las regulaciones del ejército finlandés, por ejemplo, el orden cerrado es esencial para el espíritu de cuerpo y la cohesión, acostumbra a los reclutas a la obediencia instintiva, permite que grandes unidades marchen y se muevan de manera ordenada y crea la base para la acción en el campo de batalla.

### Estrés y castigo
La instrucción aplica factores estresantes continuamente. Los instructores pueden privar a los reclutas del sueño, comida o refugio, gritar insultos personales, utilizar la agresión física o dar órdenes destinadas a humillar. Según especialistas en entrenamiento de reclutas estadounidenses, las condiciones de estrés continuo agotan la resistencia de los reclutas a las demandas que se les hacen.
La intensa carga de trabajo y la restricción del sueño que experimentan los reclutas militares les deja poca capacidad de atención para procesar los mensajes que reciben sobre nuevas normas... Por lo tanto, es menos probable que los reclutas dediquen su esfuerzo cognitivo restante a juzgar la calidad de los mensajes persuasivos y será más probable que ser persuadido por los mensajes…
La evidencia de Canadá, los Estados Unidos y el Reino Unido muestra que los castigos se utilizan de forma rutinaria para condicionar la conformidad del grupo y desalentar el bajo rendimiento. El papel del castigo grupal en la instrucción del ejército canadiense, por ejemplo, se ha descrito de la siguiente manera:
Viniendo de la sociedad civil que eleva al individuo, los reclutas ahora están en un mundo donde el valor institucional del grupo es supremo. Uno tiene que ser un jugador de equipo o arriesgarse al ostracismo. El ejército hace cosas deliberadamente para intensificar el poder de la presión grupal dentro de sus filas. El grupo se responsabiliza de cada miembro... aunque parezca manifiestamente injusto hacer sufrir al grupo por el individuo.

### Camaradería
Como amortiguador contra las condiciones estresantes de su formación, el grupo de alumnos normalmente forma un fuerte vínculo de lealtad mutua y es llamada camaradería.

Investigadores americanos lo han descrito como un intenso «sentimiento de nosotros», que puede sentirse más poderoso que los lazos civiles con los que están familiarizados los reclutas. En 2006 un informe oficial sobre el entrenamiento de las Fuerzas de Defensa de Australia explicaba la importancia del vínculo grupal:
La voluntad de aplicar fuerza letal requiere... suficiente unión dentro del equipo para anular la resistencia humana natural de cada individuo a matar. La dureza y la unión requeridas aumentan cuanto más cercano es el contacto con el enemigo.
A los reclutas se les enseña a estar orgullosos de su identidad como personal militar profesional y de su unidad en particular. Las historias y símbolos heroicos del regimiento se utilizan para ennoblecer la propia unidad de los reclutas por encima de los demás y por encima de otras ramas de las fuerzas armadas (un aspecto de la rivalidad entre servicios), estableciendo así una jerarquía de estima (también conocida como jerarquía de respeto); las mismas historias se utilizan para establecer un contraste con las supuestas normas inferiores asociadas con la vida civil.

### Agresión y objetivación

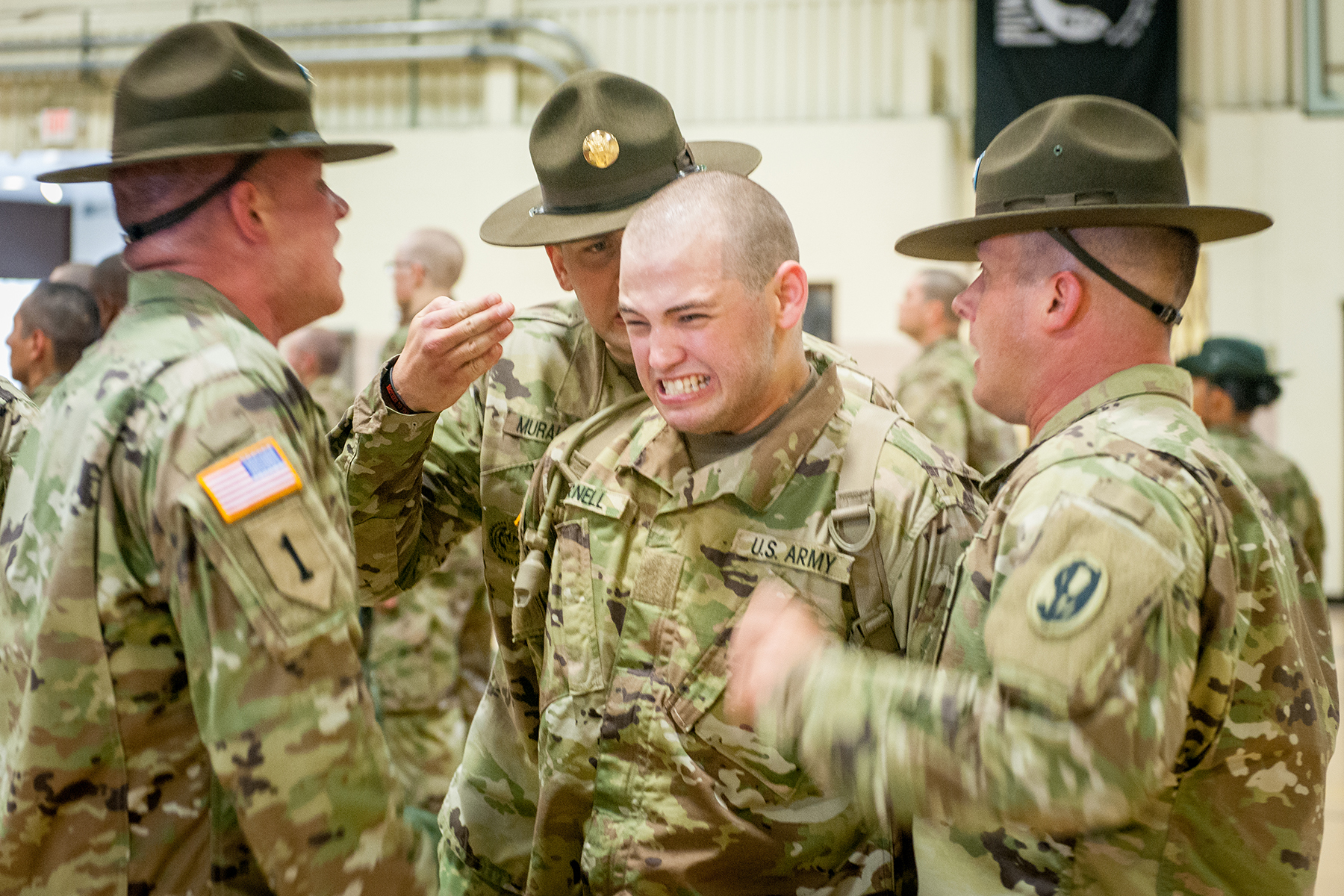
Instructores del ejército estadounidense insultando a un recluta.

La evidencia de Australia y el Reino Unido muestra que la agresión estimula sistemáticamente la valentía, particularmente en aquellos alistados para funciones de combate cuerpo a cuerpo terrestre. La práctica de la bayoneta es un ejemplo, como lo ilustra el fuerte lenguaje de esta instrucción de un cabo del ejército británico:
Quiero ver en tus ojos que quieres matar a estos hijos de puta. Imagina que estos tontos son los jodidos talibanes y acaban de matar a algunos de tus compañeros. Quieres jodidamente matarlos. ¡Muéstrame tu cara de guerra![Los reclutas gritan]Necesitas un poco más de agresión, muéstrame tu cara de guerra.
Otro ejemplo es la molienda inglesa, un ejercicio utilizado para el entrenamiento de los Royal Marines en el que parejas de reclutas con guantes de boxeo se dan puñetazos en la cabeza con la mayor agresividad posible.
Para permitir aún más a los reclutas matar a pedido, se les enseña a deshumanizar a su oponente en la batalla: «es un objetivo enemigo para enfrentar, que caerá cuando sea golpeado».

### Educación y fitness
A los reclutas se les enseñan las habilidades básicas de su profesión, como tácticas militares, primeros auxilios, habilidades de campamento, uso de armas y otros equipos.
En todo momento, la aptitud física de los reclutas se prueba y desarrolla, aunque la evidencia de los Estados Unidos, Israel, Noruega, el Reino Unido y Sudáfrica ha encontrado que la gran tensión en el cuerpo también conduce a una alta tasa de lesiones.

### Graduación
Los reclutas que completan su formación inicial normalmente participan en un desfile de graduación. El desfile es observado por personal militar superior, sus familiares y amigos.

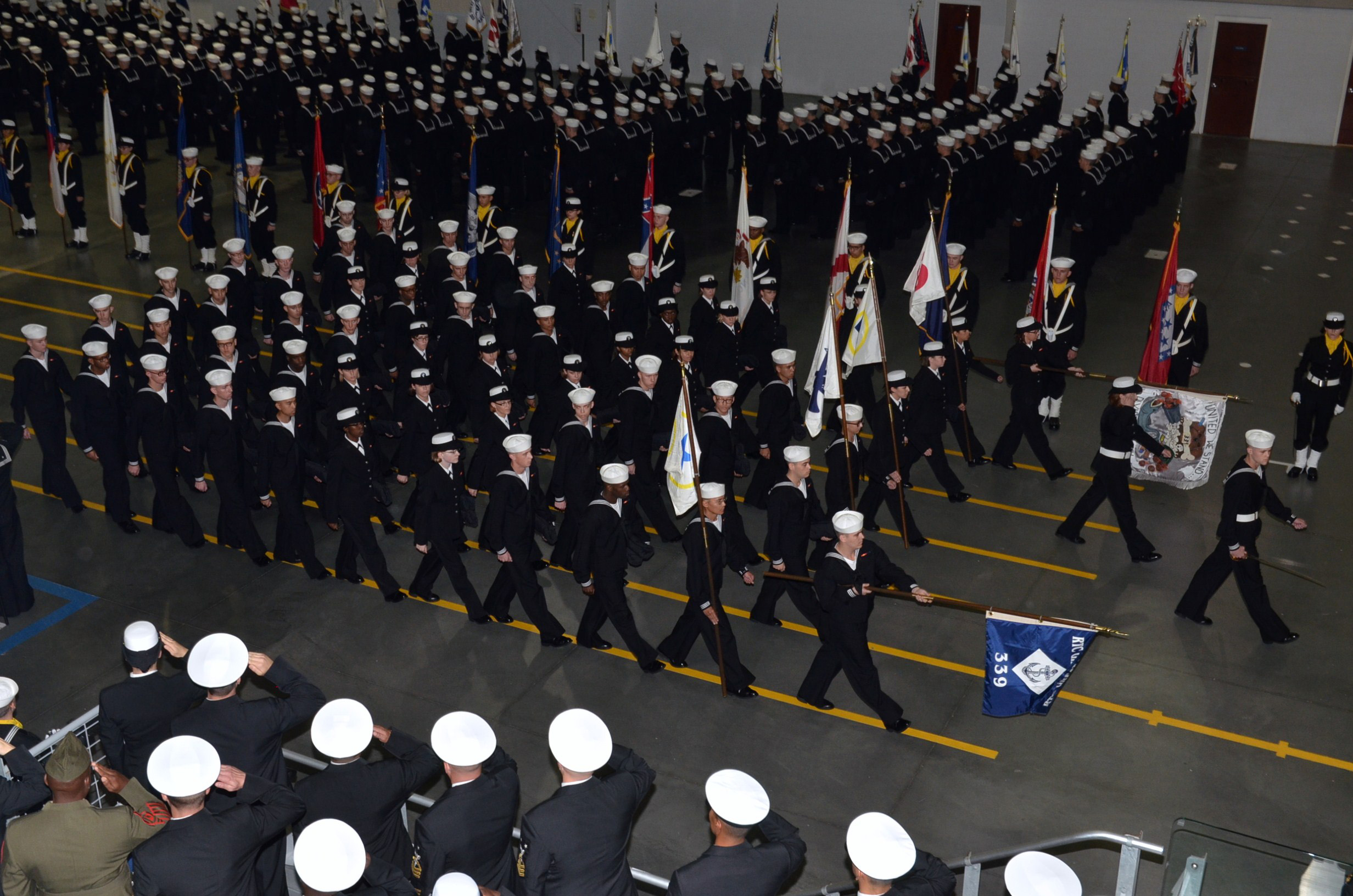
Reclutas de la armada estadounidense, ahora marineros, en su desfile de graduación.

## Abandono
Un gran porcentaje de los reclutas solicitan la baja de la formación. Por ejemplo, se ha descubierto que el abandono entre los reclutas de la infantería británica supera el 30 % durante las primeras 12 semanas.
Las razones para esto incluyen el despido por problemas de comportamiento o disciplina, bajo rendimiento académico o lesiones médicas.
La gran mayoría elige irse por falta de interés (si tienen el derecho legal de hacerlo). En los Estados Unidos y el Reino Unido, en los reclutas menores de 20 años, es la principal causa de abandono.

## Variaciones en la instrucción
El entrenamiento de los reclutas varía según el país, según la fuerza y el servicio militar puede ser voluntario u obligatorio (conscripción).

## Australia
La mayor parte del entrenamiento de reclutas en el ejército australiano se lleva a cabo en el Centro de Entrenamiento de Reclutas del Ejército (ARTC), ubicado en Wagga Wagga (estado de Nueva Gales del Sur).
El entrenamiento de los reclutas dura 80 días para los miembros del Ejército Regular Australiano y 35 días para los miembros de la Reserva del Ejército Australiano. En el entrenamiento básico, a los reclutas se les enseña ejercicios, armas y seguridad en el lugar de trabajo, mantenimiento de equipos básicos, tiro, técnicas de campo, uso de radio y operaciones defensivas/ofensivas.

## Israel
La formación de los reclutas de las Fuerzas de Defensa del Israel (llamada tironut en hebreo) varía dependiendo de la unidad militar. Los reclutas realizan la instrucción en cualquier base militar del Estado de Israel, los reclutas hacen obligatoriamente una campaña en el desierto del Néguev y se gradúan como fusileros.

## Estados Unidos
En los Estados Unidos el entrenamiento de reclutas es diferente y específico de cada fuerza: Armada, Ejército, Fuerza Aérea e Infantería de Marina. Solo la Fuerza Espacial no tiene instrucción, porque no admite reclutas y se ingresa ella por carrera militar o estudios universitarios.

### Ejército

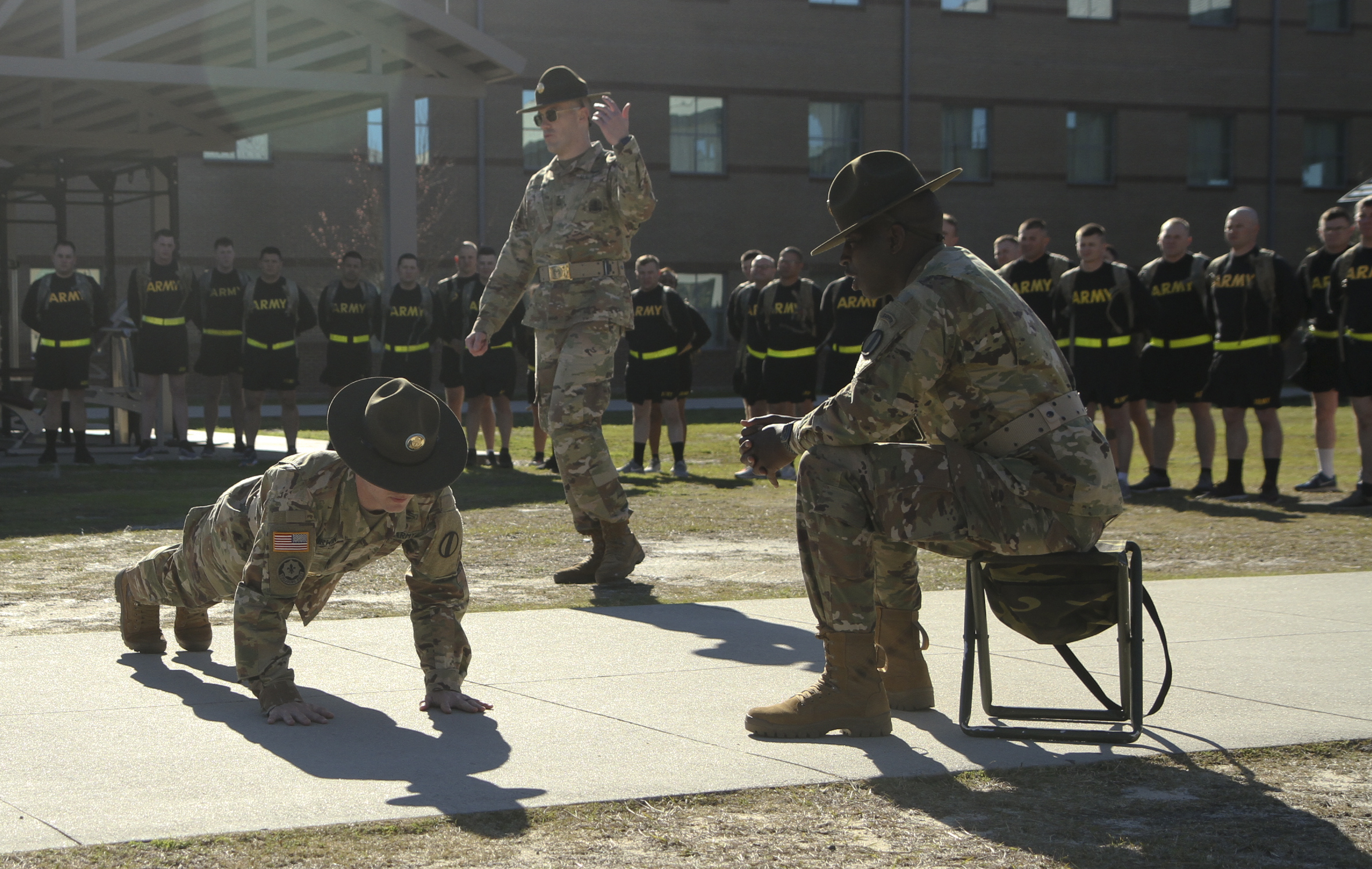
Reclutas del ejército estadounidense.

En el Army, los reclutas se envían a una de las cuatro bases designadas para realizar el Entrenamiento Básico de Combate (BCT):
- Fort Benning en Columbus (Georgia)
- Fort Jackson en Columbia (Carolina del Sur)
- Fort Leonard Wood en St. Robert (Misuri)
- Fort Sill en Lawton (Oklahoma)

Allí tienen la «semana de recepción» durante la cual se les asigna a una compañía (siempre dentro del arma de caballería) y reciben capacitación sobre respuesta y prevención de acoso sexual. Luego inician el BCT que dura diez semanas.
En la instrucción los reclutas hacen tiro con la carabina M4, marcha de 20 km, comunicaciones, evacuación médica de 9 líneas, arma antitanque AT-4, recorrido de obstáculos, entrenamiento físico, combate cuerpo a cuerpo, artes marciales y memorizan el credo del soldado. Los reclutas aprenden el Programa de Combate Moderno del Ejército (MACP), un programa de artes marciales basado en la combinación del jiu-jitsu brasileño, la lucha libre olímpica, el judo, el muay thai, el boxeo y diversas artes marciales. Cuando finalizan el MACP, los nuevos reclutas están preparados para adoptar la ética del guerrero, y deben memorizar y vivir según el credo del soldado. Esto se divide en tres fases:
Fase Roja: se conoce como «el Infierno», los reclutas están sujetos a control total, cada una de sus acciones es monitoreada y constantemente corregida por sargentos de instrucción. Las marchas son comunes, los reclutas se envían a la cámara de gas lacrimógeno y hacen tiro con el rifle M16A2, el rifle M16A4 y la carabina M4.
Fase Blanca: tiro con granadas y lanzagranadas M203, lucha con bayoneta, armamento antitanque, armas pesadas y el recorrido de obstáculos.
Fase Azul: es la culminación y la más desafiante de todas. Se administra una prueba final durante la primera semana y los reclutas que fallan se vuelven a evaluar con frecuencia, a menudo hasta la mañana de la graduación de su ciclo. Si no aprueban, se reciclan a otro pelotón que se encuentra en una fase anterior del ciclo de entrenamiento hasta que cumplan con los estándares de condición física.
Al finalizar el Entrenamiento Básico de Combate, los reclutas ahora son soldados, eligen un arma y son enviados a cualquier base (MOS) dentro de los estados contiguos para realizar sus deberes específicos.

### Cuerpo de Marines

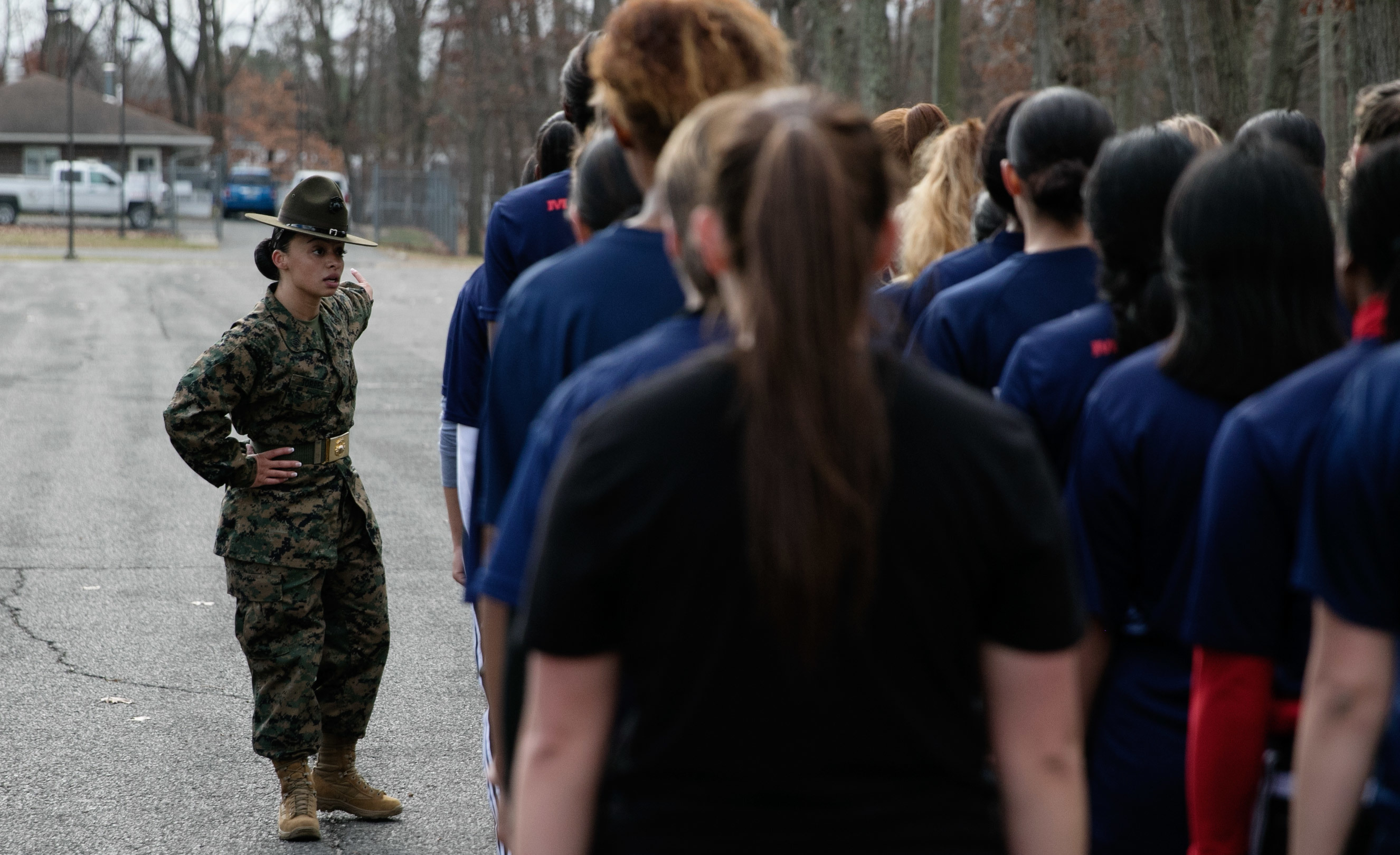
Una instructora del Cuerpo de Marines (EE. UU.) trabaja con personas que aún no se han ido para el entrenamiento de reclutas.

Los campos de reclutas de la Infantería de Marina están ubicados en Parris Island (Carolina del Sur) y San Diego (California). Hombres y mujeres van a cualquiera de los dos, dependiendo de si fueron reclutados al este o al oeste del río Misisipi.
La instrucción de los marines (MCRT) es el entrenamiento básico más largo (dura trece semanas), los reclutas tienen relativamente poca libertad y tiene la fama de ser el más duro. Reciben entrenamiento físico, natación vestida, clases del MCMAP, tiro con el fusil M16, marcha y campaña.
Al finalizar, los reclutas proceden a recibir capacitación adicional en la Escuela de Infantería del Cuerpo de Marines (SOI) durante un mes y allí reciben una instrucción más completa. Al finalizar, los infantes de marina son enviados a su unidad de MOS.

### Armada

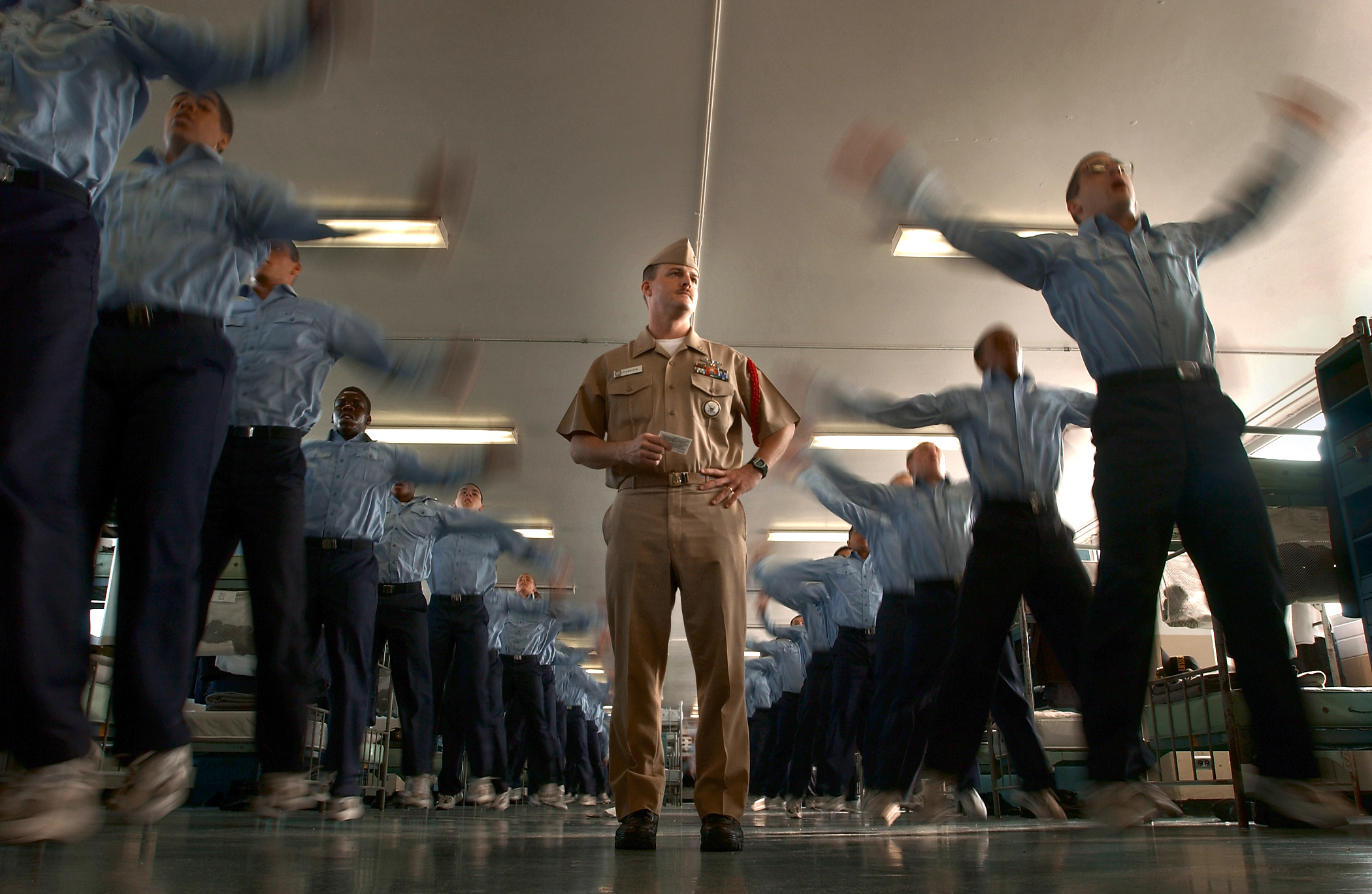
Un instructor corrige el desempeño deficiente de los reclutas mediante calistenia, US Navy.

La Navy tiene su campo de entrenamiento para reclutas en la Estación Naval de los Grandes Lagos, ubicada al norte de Chicago (Illinois). Los instructores se denominan RDC (comandantes de división de reclutamiento) y la instrucción dura nueve semanas.
Los reclutas realizan orden cerrado, vigilancia, náutica, campamento, habilidades de supervivencia en el agua, primeros auxilios, control básico de daños a bordo, cámara de gas lacrimógeno, extinción de incendios, comunicación a bordo, tiro con la pistola M9 y la escopeta Mossberg 500 (la Armada no da instrucciones con el M16 durante el arranque). Al finalizar tienen un zafarrancho de 12 escenarios diferentes, donde prueban las habilidades aprendidas.
Después de completar la instrucción los marineros recién graduados son enviados a varias escuelas "A", ubicadas en los puertos, donde comienzan a capacitarse para recibir sus calificaciones y luego ingresar a la flota.

### Fuerza Aérea

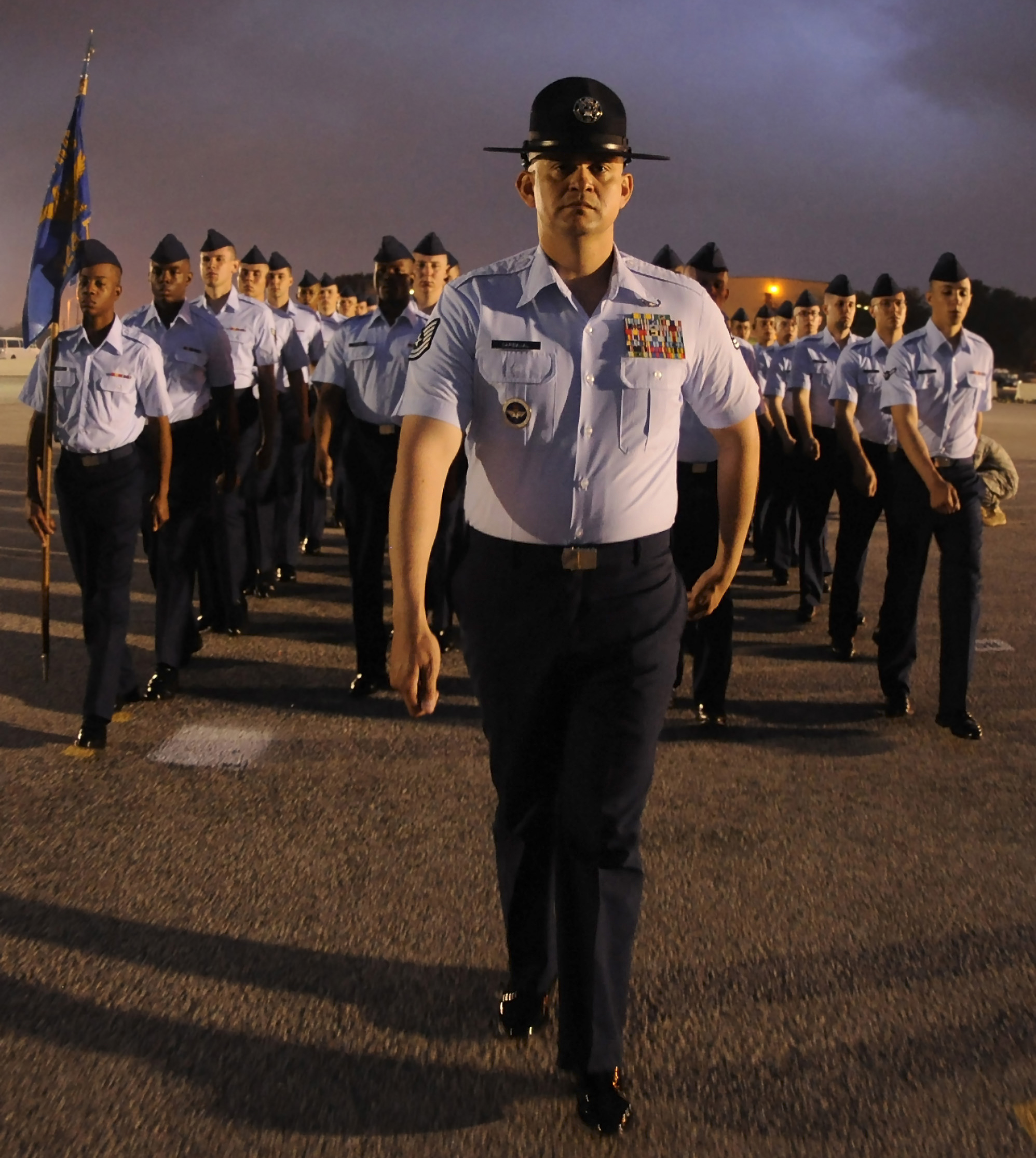
Una formación de aviadores de la USAF.

El Entrenamiento Militar Básico de la Fuerza Aérea (BMT) tiene una duración de ocho semanas y se realiza en la Base de la Fuerza Aérea Lackland, ubicada en San Antonio (Texas). Los aprendices reciben instrucción ejercicios de vuelo, clases académicas, entrenamiento físico, protección contra ataques químicos y tiro con la carabina M4.
A diferencia del Ejército y la Armada, pero al igual que la Infantería de Marina, los aprendices deben referirse a todos los aviadores de mayor rango como «señor» y mantener conversaciones con los instructores según la frase: «Señor/señora, el aprendiz (apellido del recluta) se presenta según lo ordenado».